# A Year Toward Tomorrow
Pour plus de détails, voir Fiche technique et Distribution.
A Year Toward Tomorrow est un film documentaire américain réalisé par Edmond Levy et sorti en 1966.

## Synopsis
C'est un documentaire sur le programme VISTA (Volunteers in Service to America (en)) qui avait pour objectif d'éradiquer la pauvreté.

## Fiche technique
- Titre : A Year Toward Tomorrow
- Réalisation : Edmond Levy
- Musique : Frank Lewin
- Photographie : Ross Lowell
- Production : Edmond Levy et Carl V. Ragsdale
- Pays de production :  États-Unis
- Genre : Documentaire
- Durée : 25 minutes
- Date de sortie : 1966

## Distribution
- Paul Newman : narrateur

## Distinctions
- 1967 : Oscar du meilleur court métrage documentaire[1]